# ラビット (バンド)
ラビット（Rabbitt）は、1972年に結成された南アフリカのロックバンドで、トレヴァー・ラビン、ダンカン・フォール、ロニー・ロボット、ニール・クラウドのメンバーで構成されるザ・コングロメレーション (The Conglomeration)というバンドから発展した。彼らの成功には、1976年にヒットした「Charlie」で南アフリカ・チャートのトップに立ったことが含まれていた。ラビットは1978年に解散した。ラビンは後にイエスのメンバーになり、フォールはベイ・シティ・ローラーズに参加した。

## メンバー

### オリジナル・ラインナップ（シングル「Locomotive Breath」録音）
- トレヴァー・ラビン (Trevor Rabin) ※1954年1月13日生
- エロール・フリードマン (Errol Friedman)
- フランソワ・ルース (Francois Roos)
- ルイ・フォラー (Louis Forer) ※1949年5月14日生
- セドリック・サムソン (Cedric Samson)

### 1975年ラインナップ
- トレヴァー・ラビン (Trevor Rabin) - ボーカル、リード・ギター、キーボード
- ダンカン・フォール (Duncan Faure) - ボーカル、ギター、キーボード ※1956年12月16日生
- ロニー・ロボット (Ronnie Robot = Ronald Friedman) - ベース ※1954年10月5日生
- ニール・クラウド (Neil Cloud) - ドラム ※1955年9月3日生

## ディスコグラフィ

### アルバム
- 『青春の悪戯』 - Boys Will Be Boys (1975年)
- 『裸の青春』 - A Croak and a Grunt in the Night (1977年)
- Rock Rabbitt (1977年)

### EP
- Rock 'n' Roll, Volume 2 (1977年)
- Morning Light (1977年)
- 1972–1978 Limited Souvenir Edition (1978年)

### シングル
- "Locomotive Breath" / "And The Planets Danced" (1972年)
- "Backdoor of my Heart" / "Share the Loving Things" (1973年)
- "Hallelujah Sunrise" / "Hidden Feelings" (1973年)
- "Yesterday's Papers" / B-side unknown (1974年)
- "Charlie" / "Looking for the Man" (1976年)
- "Hard Ride" / "Baby's Leaving" (1976年)
- "Hold on to Love" / "Working for the People" (1976年)
- "Sugar Pie" / "Dingley's Bookshop" (1976年)
- 「恋のスタート」 - "Eventides" / "Charlie" (1977年)
- 「夢は嘘つき」 - "Everybody's Cheating" / "Gift of Love" (1977年)
- "Hold on to Love" / "Working for the People" (1977年)
- "Morning Light" / "Auld Lang Syne Rock" (1977年)
- "Gettin' Thru to You" (Teenage Love) / "Hello and Welcome Home" (1977年)